# Signifikum
Ein Signifikum (Pl. Signifika, chinesisch 義符, chinesisch 义符, Pinyin: yìfú) ist das Sinn tragende Element eines chinesischen Schriftzeichens.
Die Zeichen der chinesischen Schrift bestehen entweder aus nur einem Radikal, oder es sind Phonogramme, semantisch-phonetische Zusammensetzungen mit dem Radikal als Bedeutung (Sinnträger oder -geber) sowie beigesellten weiteren Zeichen für die Aussprache (Lautträger oder -geber: Phonetikum).

## Beispiele
Beispiele mit dem Zeichen Pferd (馬 mǎ)
嗎 ma: Fragepartikel ma (Signifikum: Radikal 30 = Mund)
駡 mà: schimpfen (Signifikum: zwei Mal Radikal 30, zwei Münder)
碼 mǎ: Nummer (Signifikum: Radikal 112 = Stein)
螞 mǎ: Ameise (Signifikum: Radikal 142 = Insekt)
瑪 mǎ: Achat (Signifikum: Radikal 96 = Jade)
獁 mǎ: Mammut (Signifikum: Radikal 94 = Hund, Tier)
媽 mā: Mutter (Signifikum: Radikal 38 = Frau, weiblich)